# Vincenz Hrubý
Vincenz Hrubý (Křivsoudov, 9 settembre 1856 – Trieste, 16 luglio 1917) è stato uno scacchista cecoslovacco.

## Carriera
Partecipò a tre tornei importanti:
- 1882:  1º nel campionato del Wiener Schach-Klub con 6/9, davanti ad Adolf Schwarz, Berthold Englisch, Max Weiss, Alexander Wittek ed altri;[2]
- 1882:  11º su 18 partecipanti nel torneo di Vienna, con vittorie contro Wilhelm Steinitz, James Mason e Joseph Blackburne;
- 1883:  10º su 19 partecipanti a Norimberga nel Congresso della Deutscher Schachbund (vinto da Szymon Winawer).

Vinse due match a Vienna: nel 1882 contro Berthold Englisch (+3 −1 =1), nel 1891 contro Adolf Albin (+5 −3 =1).
Di professione era un maestro di scuola a Trieste.